# Изделия из рубленого мяса
Изделия из рубленого мяса — мясные блюда, формованные из мелко нарубленного (молотого) мяса животных или птицы (фарша); сходные технологии применяются к изделиям из рыбы. Молотое мясо используется в кулинарии как для того, чтобы смягчить консистенцию блюд, так и для более быстрого их приготовления.

## Изготовление рубленого мяса
Мясо для изделий подготавливается многими способами:
- мелко нарубается ножом;
- пропускается через мясорубку;
- приводится в пюреобразное состояние с помощью отбивного молотка.

Изделия легче слепить и быстрее приготовить из мелкоизмельчённого и более влажного мяса, однако для прочности изделия из такого мяса должны быть небольшими; их обычно не обжаривают, а быстро (5-10 минут) варят в воде или бульоне.
Из более грубо смолоченного фарша можно изготовить изделия большего размера: до 5-6 сантиметров шириной и 8-12 сантиметров длиной. В более длинные изделия для поддержания прочности обычно добавляется мякиш белого хлеба в качестве связующего материала. Такие изделия обычно панируют и обжаривают. В случае люля-кебаба, до 22 сантиметров длиной, прочность достигается тщательным перемешиванием фарша для того, чтобы из кусочков мяса выделился белок и фарш стал вязким и плотным.

## Виды блюд
Из молотого мяса готовится широкий набор блюд с разными названиями. Зачастую блюда отличаются лишь внешним видом: например, биточки — это те же котлеты, но слегка поменьше размером, и не овальной, а круглой формы.
В. М. Рошаль выделяет следующие изделия из грубого фарша:
- котлеты продолговатой формы и весом 50-60 граммов;
- биточки (их также называют битками) похожи на котлеты, но имеют меньший вес и круглую в плане форму, для них также используется более жирное мясо;
- рубленый шницель — это более крупная котлета, весом около 100 граммов;
- кебабы делают в форме сосисок или колбасок;
- кюфта — шарики из баранины,
- зразы — котлеты с начинкой.

Из тонкоизмолотого мяса готовят небольшие шарики, для прочности добавляя также муку и яйцо:
- фрикадельки имеют форму небольших шариков из фарша;
- кнели изготовляются из полужидкого фарша, набираемого ложкой;
- крокеты изготавливаются с применением манной крупы или отварного риса (их можно обжаривать);
- тефтели получаются при добавлении риса, томатного сока, лука, чеснока, яичного белка. Тефтели обычно панируют и жарят.
- кромески.